# رفتار ازدحامی

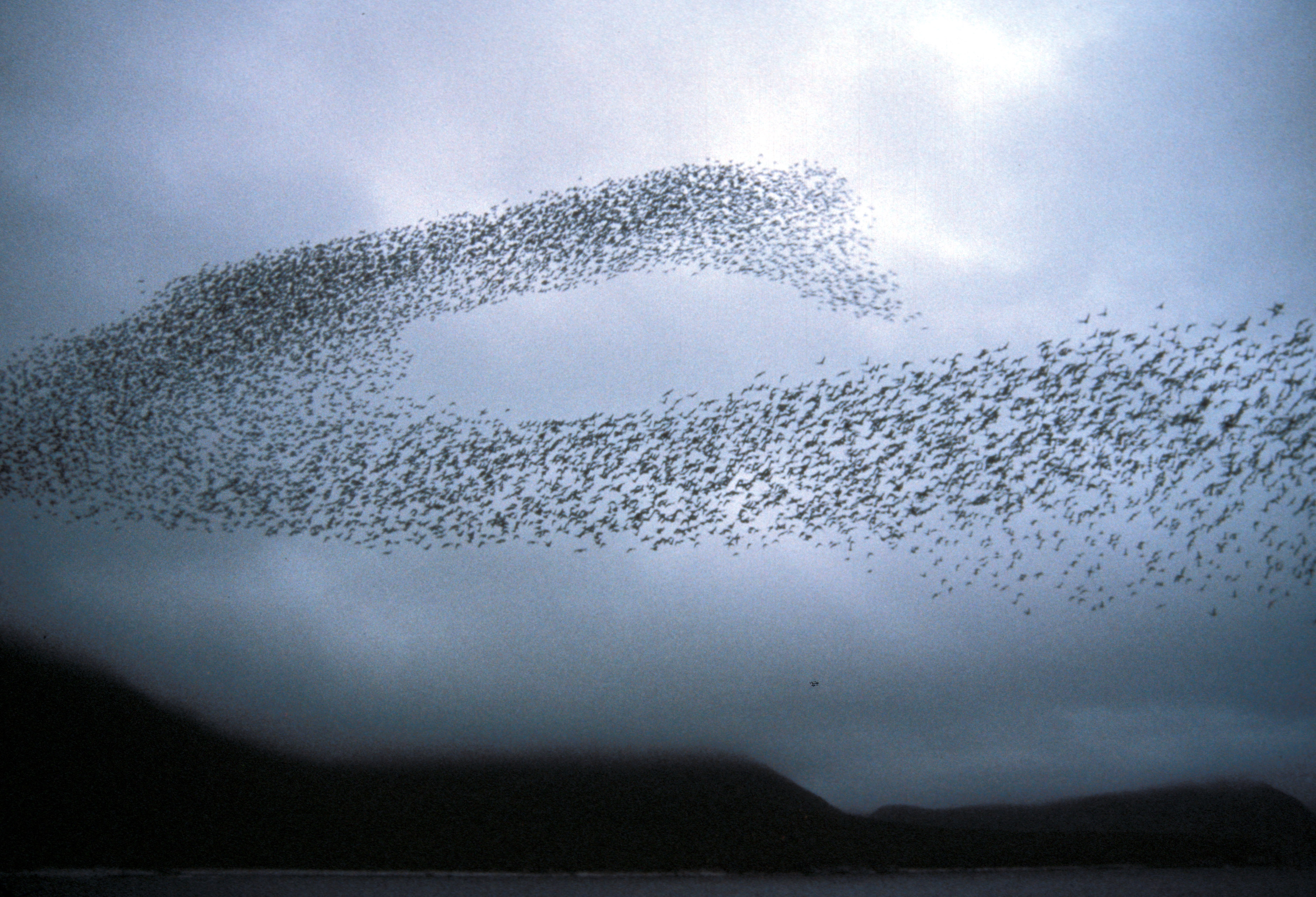
نمایش رفتار ازدحامی‌ی گله‌ای از ماهی‌گیرک‌ها

رفتار ازدحامی یا رفتار سوآرم (به انگلیسی: Swarm behaviour) یک رفتار جمعی است که توسط موجودات زنده و به‌ویژه جانورانِ همگون و دارای بزرگیِ مشابه به نمایش در می‌آید. جنب و جوش حول یک نقطه، حرکت یک‌باره یا مهاجرت جانوران در جهت معینی رفتار ازدحامی هستند.
رفتار گله‌ای پرندگان، چهاراندامان، ماهی‌ها نمایانگر چنین رفتاری است. در مورد فیتوپلانکتون‌ها این رفتار ازدحامی شکوفایی جلبکی خوانده می‌شود. دربارۀ ستارگان و ربات‌ها نیز به رفتار ازدحامی اشاره می‌شود. گروه زمین‌لرزه نیز به رفتارهای موازی و ازدحامی اشاره دارد.

## کاربرد سوآرم
علم فیزیک در سامانه‌هایی که در تعادل ترمودینامیکی نمی‌باشند، رفتار ازدحامی‌ی ذرات را به‌وسیلهٔ فیزیک آماری بررسی می‌کند.
رفتار ازدحامی برای نخستین بار در سال ۱۹۸۶ در رایانه به عنوان برنامه سوآرم، شبیه‌سازی شد.

## مدل‌های فرگشتی
به منظور یافتن چرایی رفتار سوآرمی یا ازدحامی جانوران، دانشمندان مدل‌هایی شبیه‌سازی شده ساخته‌اند. این مطالعات یک الگوریتم ژنتیک را به کار می‌گیرد تا فرگشت ی را که دطیِ نسل‌های بسیار شکل گرفته است را شبیه‌سازی کند.

## نگارخانه

سوآرمِ شاه‌ماهی‌های مهاجر
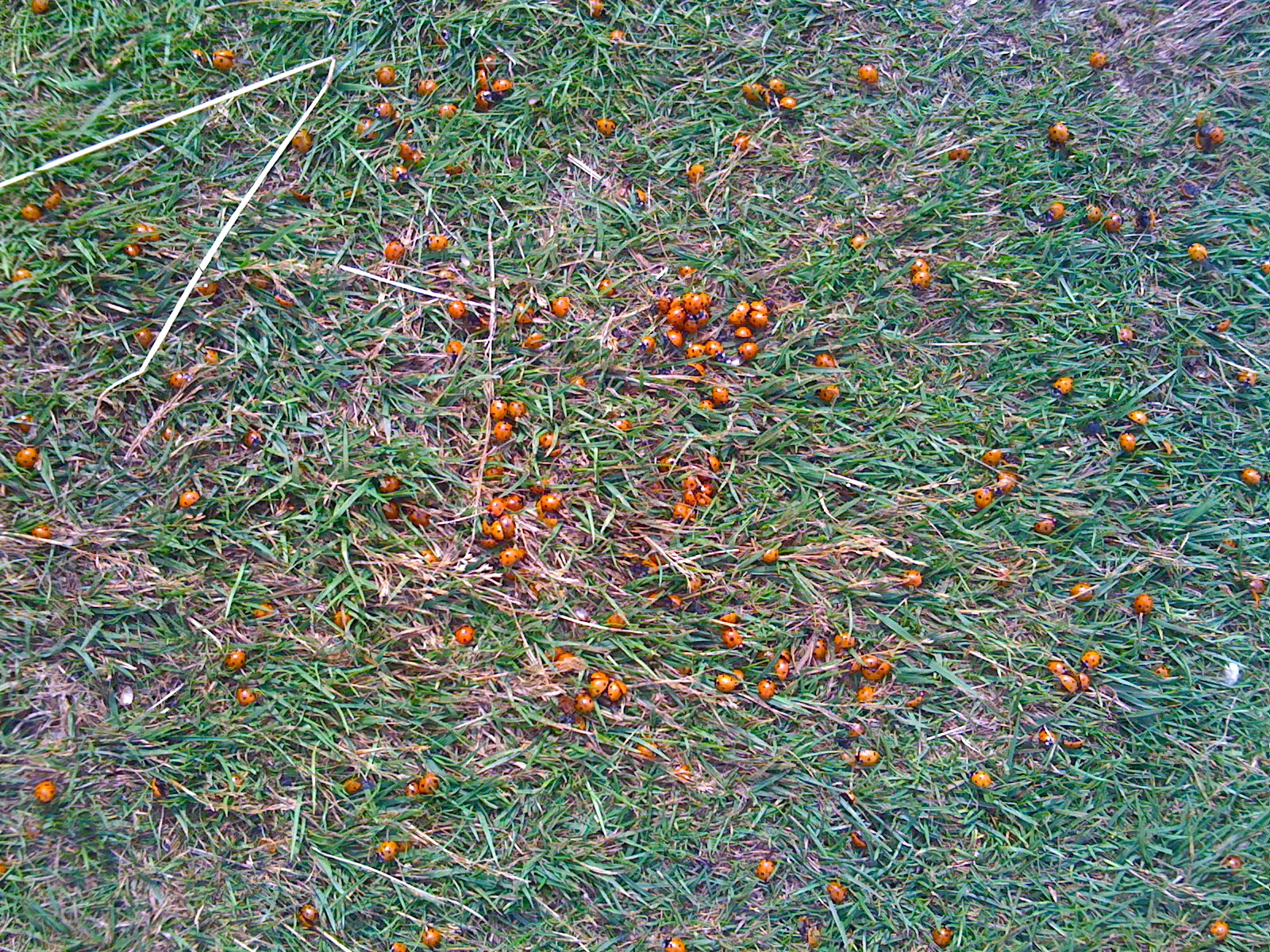
سوآرمِ کفش‌دوزک‌ها
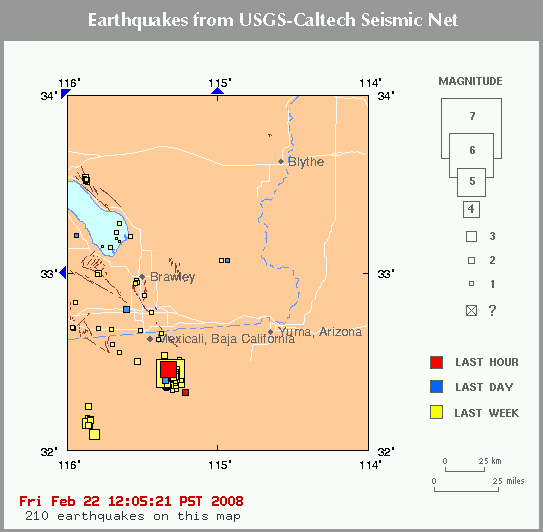
یک گروه زمین‌لرزه
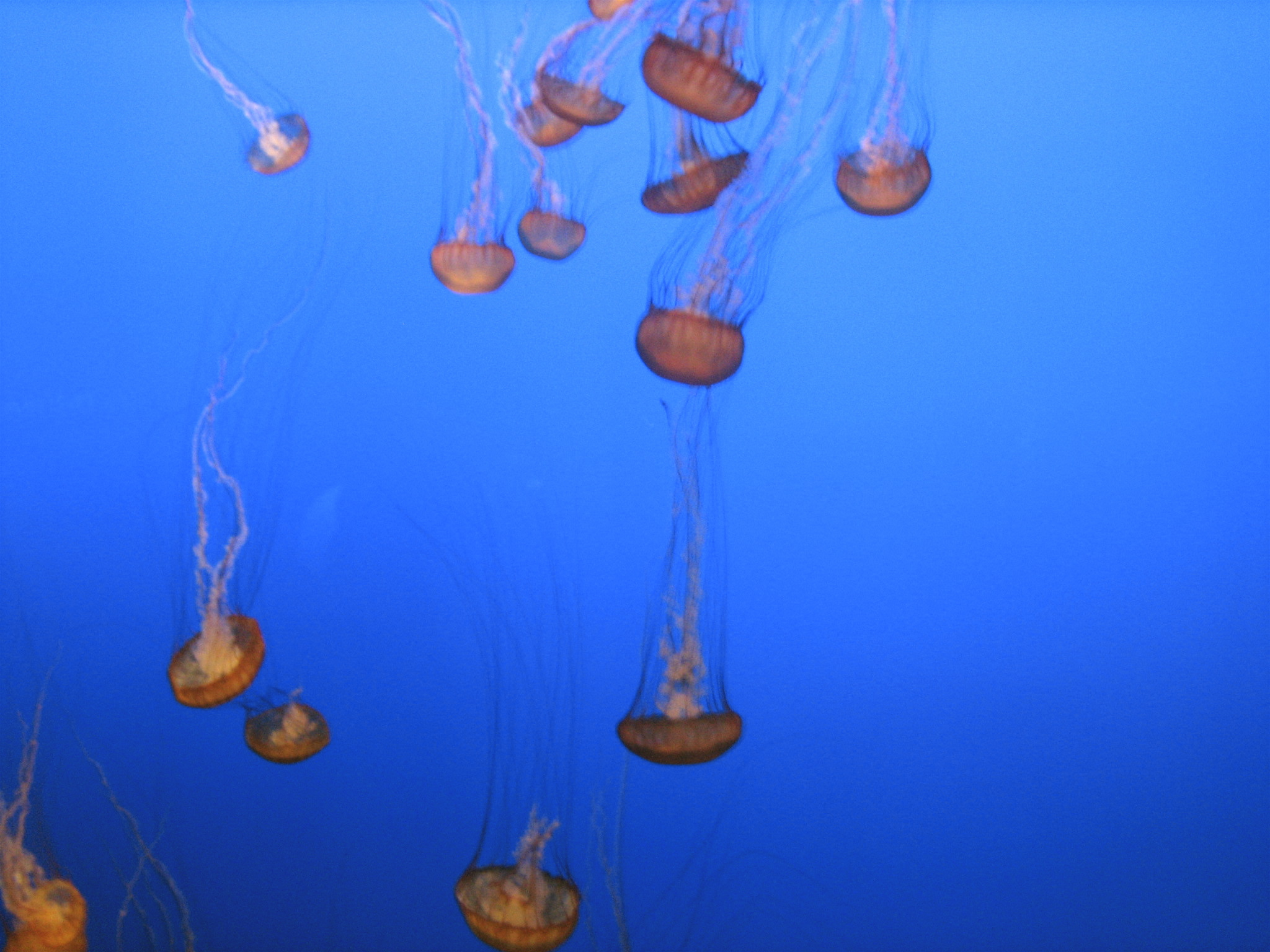
سوآرمِ عروس دریایی
پویانمایی‌ی سوآرمِ شاه‌ماهی‌ها
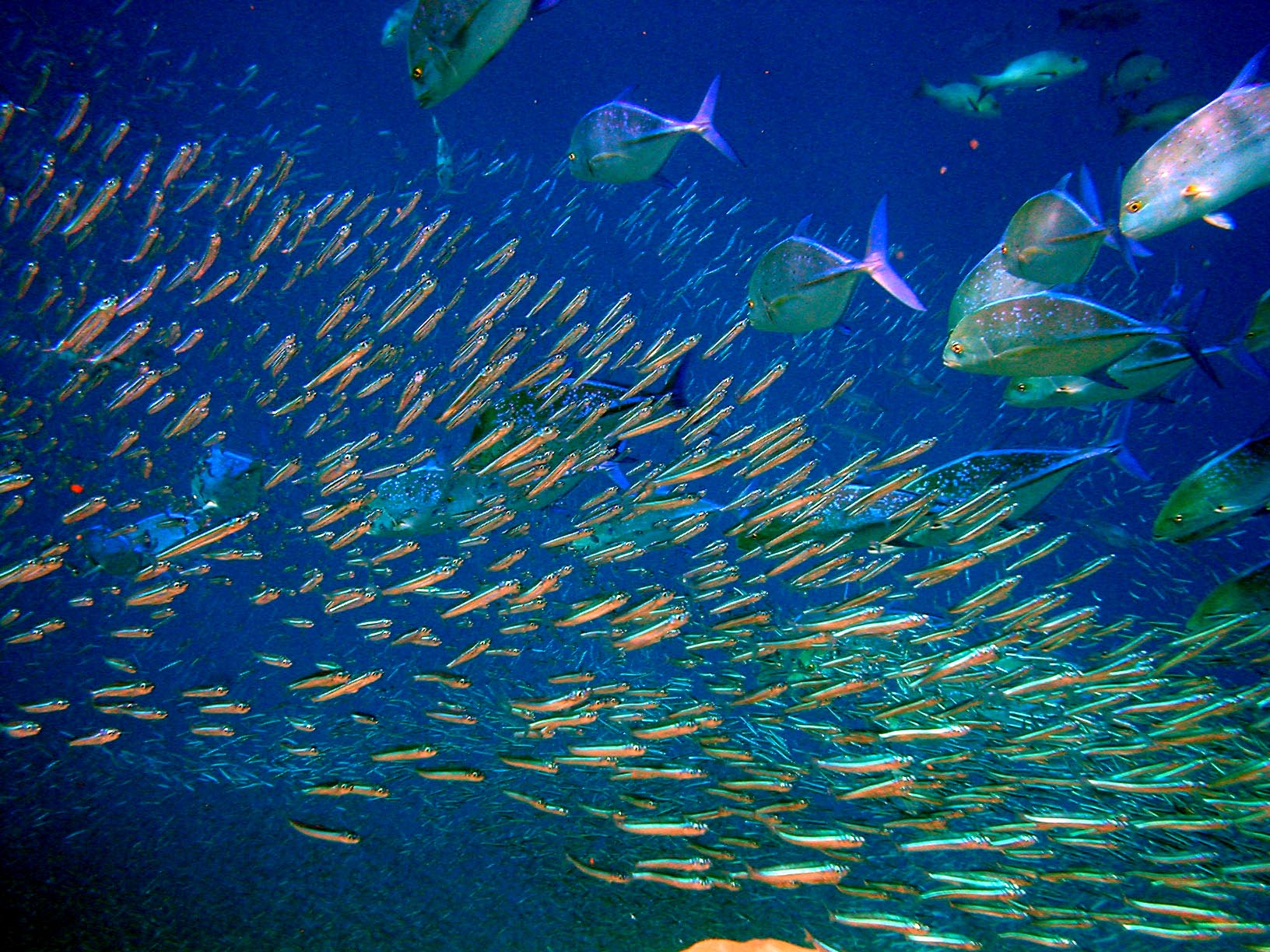
سوآرمِ موتوماهیان در حال شکار
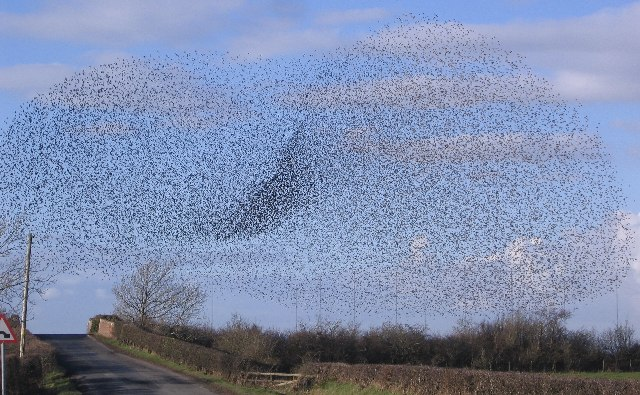
سوآرمِ سارها
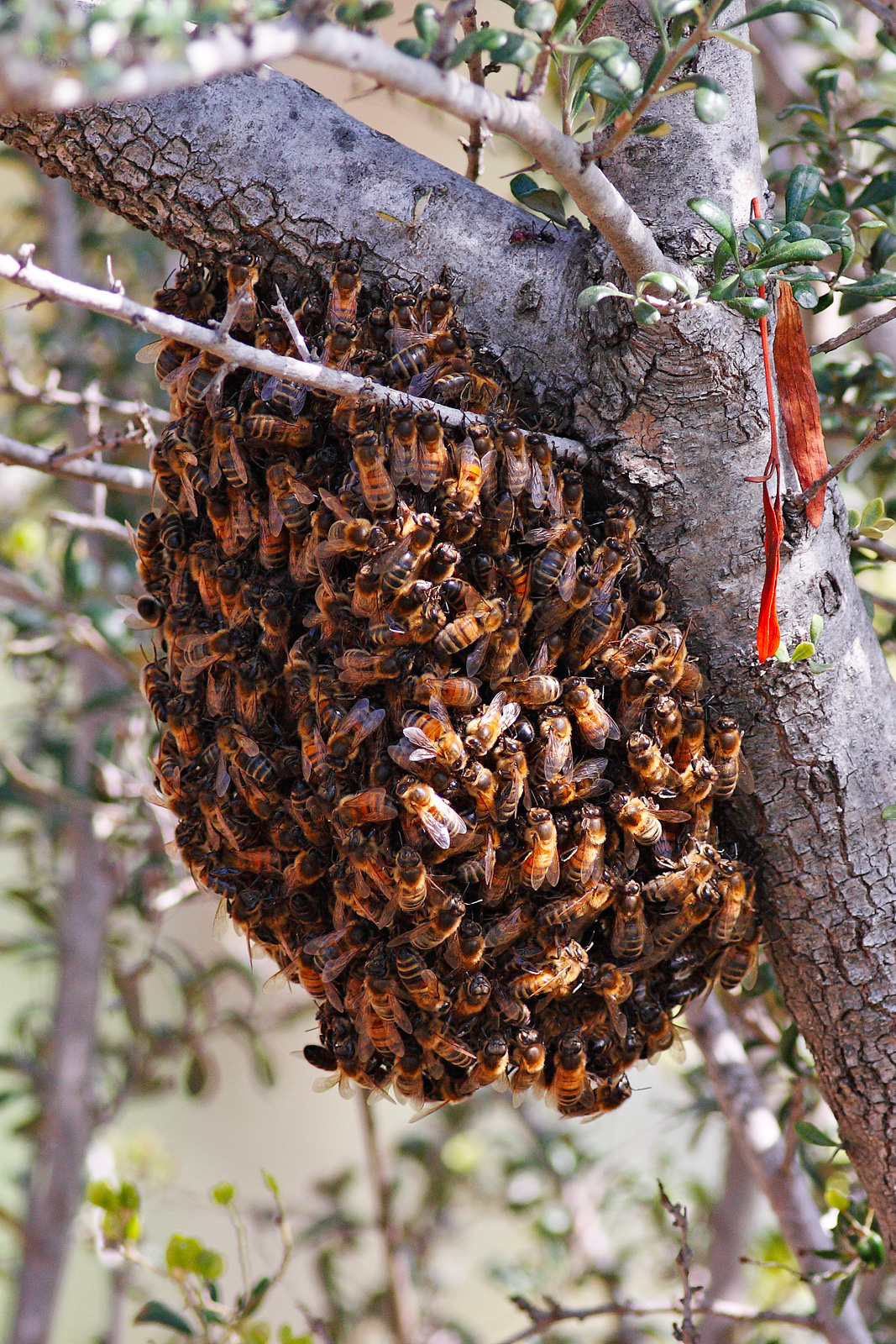
سوآرمِ زنبور